# IHH
IHH (англ. Indian hedgehog) – білок, який кодується однойменним геном, розташованим у людей на короткому плечі 2-ї хромосоми.  Довжина поліпептидного ланцюга білка становить 411 амінокислот, а молекулярна маса — 45 251.
| 10         |  | 20         |  | 30         |  | 40         |  | 50         |
| ---------- |  | ---------- |  | ---------- |  | ---------- |  | ---------- |
| MSPARLRPRL |  | HFCLVLLLLL |  | VVPAAWGCGP |  | GRVVGSRRRP |  | PRKLVPLAYK |
| QFSPNVPEKT |  | LGASGRYEGK |  | IARSSERFKE |  | LTPNYNPDII |  | FKDEENTGAD |
| RLMTQRCKDR |  | LNSLAISVMN |  | QWPGVKLRVT |  | EGWDEDGHHS |  | EESLHYEGRA |
| VDITTSDRDR |  | NKYGLLARLA |  | VEAGFDWVYY |  | ESKAHVHCSV |  | KSEHSAAAKT |
| GGCFPAGAQV |  | RLESGARVAL |  | SAVRPGDRVL |  | AMGEDGSPTF |  | SDVLIFLDRE |
| PHRLRAFQVI |  | ETQDPPRRLA |  | LTPAHLLFTA |  | DNHTEPAARF |  | RATFASHVQP |
| GQYVLVAGVP |  | GLQPARVAAV |  | STHVALGAYA |  | PLTKHGTLVV |  | EDVVASCFAA |
| VADHHLAQLA |  | FWPLRLFHSL |  | AWGSWTPGEG |  | VHWYPQLLYR |  | LGRLLLEEGS |
| FHPLGMSGAG |  | S          |  |            |  |            |  |            |

A: Аланін

C: Цистеїн

D: Аспарагінова кислота

E: Глутамінова кислота

F: Фенілаланін

G: Гліцин

H: Гістидин

I: Ізолейцин

K: Лізин

L: Лейцин

M: Метіонін

N: Аспарагін

P: Пролін

Q: Глутамін

R: Аргінін

S: Серин

T: Треонін

V: Валін

W: Триптофан

Кодований геном білок за функціями належить до гідролаз, протеаз, білків розвитку. 
Білок має сайт для зв'язування з іонами металів, іоном цинку, іоном кальцію. 
Локалізований у клітинній мембрані, мембрані.
Також секретований назовні.